# Enceinte mégalithique de Lann Pen-ar-Land
L'enceinte mégalithique de Lann Pen-ar-Land est située sur la commune d'Ouessant, dans le département français du Finistère.

## Historique
En 1843 dans son Dictionnaire historique et géographique, Jean-Baptiste Ogée mentionne l'existence à l'extrémité sud de l'île d'Ouessant à la pointe alors appelée Corne des Gaules « une rangée de pierres druidiques dont la disposition nous est inconnue ». René-François Le Men reprend cette description en 1875 sans plus de précision. En 1907, Paul du Châtellier donne une description plus détaillée du monument qu'il qualifie de petit cromlech mesurant 6 m de diamètre en grande partie détruit et dont il demeure quatre menhirs d'une hauteur de 0,60 à 0,80 m sur le pourtour et deux autres de même hauteur au centre. L'un des deux menhirs du centre fut enlevé par un îlien pour le redresser sur sa pelouse. Une tranchée militaire et l'ouverture d'une carrière à proximité contribuèrent ultérieurement à dégrader encore plus le site. En 1988, Jacques Briard et Michel Le Goffic y mènent une fouille de sauvetage.

## Description
L'enceinte est un « œuf mégalithique » mesurant 13,70 m suivant son axe est-ouest et 10,70 m suivant son axe nord-sud. Elle comporte 18 blocs en granite d'origine locale d'une hauteur de 0,60 à 1 m. La fosse de calage des deux menhirs du centre signalés par du Châtelier a été retrouvée lors des fouilles de 1988. un bloc retrouvé à proximité a été replacé au centre après la fouille.
Le mobilier archéologique recueilli au cours des fouilles est assez pauvre : quelques éclats de silex, des percuteurs en quartz, des lissoirs et des tessons de poteries bien cuites mais sans décor attribuées à l'âge du bronze et à l'âge du Fer.
Selon les fouilleurs, la plus grande pierre de la partie ouest de l'enceinte est alignée sur le soleil levant au solstice d'été.
Un petit alignement constitué de quatre petits menhirs est situé à environ 300 m au sud de l'enceinte. La fouille du site a mis en évidence l'existence d'un blocage soigné au pied des menhirs mais aucun matériel archéologique n'a été découvert. A 150 m à l'est de l'enceinte, se dresse un menhir isolé en leucogranite : il a été redressé en 1992 sur une petite butte naturelle dont la fouille sommaire a révélée l'existence de foyers et de possibles traces de calage. Le bloc sert désormais d'amer.